# العلاقات الإسبانية النيوزيلندية
العلاقات الإسبانية النيوزيلندية هي العلاقات الثنائية التي تجمع بين إسبانيا ونيوزيلندا.

## مقارنة بين البلدين
هذه مقارنة عامة ومرجعية للدولتين:
| وجه المقارنة                                              | إسبانيا                                                                             | نيوزيلندا                                              |
| --------------------------------------------------------- | ----------------------------------------------------------------------------------- | ------------------------------------------------------ |
| المساحة (كم2)                                             | 505.99 ألف                                                                          | 268.02 ألف                                             |
| عدد السكان (نسمة)                                         | 46.73 مليون                                                                         | 4.24 مليون                                             |
| الكثافة السكانية (ن./كم²)                                 | 92.35                                                                               | 15.82                                                  |
| العاصمة                                                   | مدريد                                                                               | ويلينغتون، أوكلاند                                     |
| اللغة الرسمية                                             | اللغة الإسبانية، اللغة الغاليسية، لغة بشكنشية، اللغة الكتالونية، اللغة الأوكسيتانية | لغة إنجليزية، اللغة الماورية، لغة الإشارة النيوزيلندية |
| العملة                                                    | يورو، بيزيتا إسبانية                                                                | دولار نيوزيلندي، الجنيه النيوزيلندي                    |
| الناتج المحلي الإجمالي (بليون دولار)                      | 1.31 تريليون                                                                        | 205.85 مليار                                           |
| الناتج المحلي الإجمالي (تعادل القوة الشرائية) بليون دولار | 1.77 تريليون                                                                        |                                                        |
| الناتج المحلي الإجمالي الاسمي للفرد دولار أمريكي          | 28.16 ألف                                                                           |                                                        |
| الناتج المحلي الإجمالي للفرد دولار أمريكي                 | 38.00 ألف                                                                           |                                                        |
| مؤشر التنمية البشرية                                      | 0.876                                                                               | 0.914                                                  |
| رمز المكالمات الدولي                                      | +34                                                                                 | +64                                                    |
| رمز الإنترنت                                              | .es                                                                                 | .nz                                                    |
| المنطقة الزمنية                                           | ت ع م+01:00، ت ع م+02:00                                                            | ت ع م+13:00، ت ع م+12:00                               |

## منظمات دولية مشتركة
يشترك البلدان في عضوية مجموعة من المنظمات الدولية، منها:
| علم المنظمة | اسم المنظمة                               | تاريخ انضمام إسبانيا | تاريخ انضمام نيوزيلندا |
| ----------- | ----------------------------------------- | -------------------- | ---------------------- |
|             | بنك التنمية الآسيوي                       | 1986                 | 1966                   |
|             | وكالة ضمان الاستثمار متعدد الأطراف        | 29 أبريل 1988        | 22 أبريل 2008          |
|             | منظمة التعاون الاقتصادي والتنمية          | ?                    | ?                      |
|             | الأمم المتحدة                             | 14 ديسمبر 1955       | 24 أكتوبر 1945         |
|             | الوكالة الدولية للطاقة                    | ?                    | ?                      |
|             | الفريق المعني برصد الأرض                  | ?                    | ?                      |
|             | منظمة حظر الأسلحة الكيميائية              | ?                    | ?                      |
|             | منظمة التجارة العالمية                    | ?                    | ?                      |
|             | منظمة الشرطة الجنائية الدولية             | ?                    | ?                      |
|             | مؤسسة التنمية الدولية                     | 18 أكتوبر 1960       | 1 أكتوبر 1974          |
|             | نظام تحكم تكنولوجيا القذائف               | 1990                 | 1991                   |
|             | يونسكو                                    | 30 يناير 1953        | 4 نوفمبر 1946          |
|             | الاتحاد البريدي العالمي                   | ?                    | ?                      |
|             | البنك الدولي للإنشاء والتعمير             | 15 سبتمبر 1958       | 31 أغسطس 1961          |
|             | المنظمة الهيدروغرافية الدولية             | ?                    | ?                      |
|             | الاتحاد الدولي للاتصالات                  | 1866                 | 3 يونيو 1878           |
|             | مؤسسة التمويل الدولية                     | 24 مارس 1960         | 31 أغسطس 1961          |
|             | المركز الدولي لتسوية المنازعات الاستشارية | 17 سبتمبر 1994       | 2 مايو 1980            |
|             | مجموعة أستراليا                           | 1985                 | 1985                   |
|             | مجموعة الموردين النوويين                  | ?                    | ?                      |

## وصلات خارجية
- موقع وزارة الخارجية الإسبانية
- موقع وزارة الخارجية النيوزيلندية